# MC

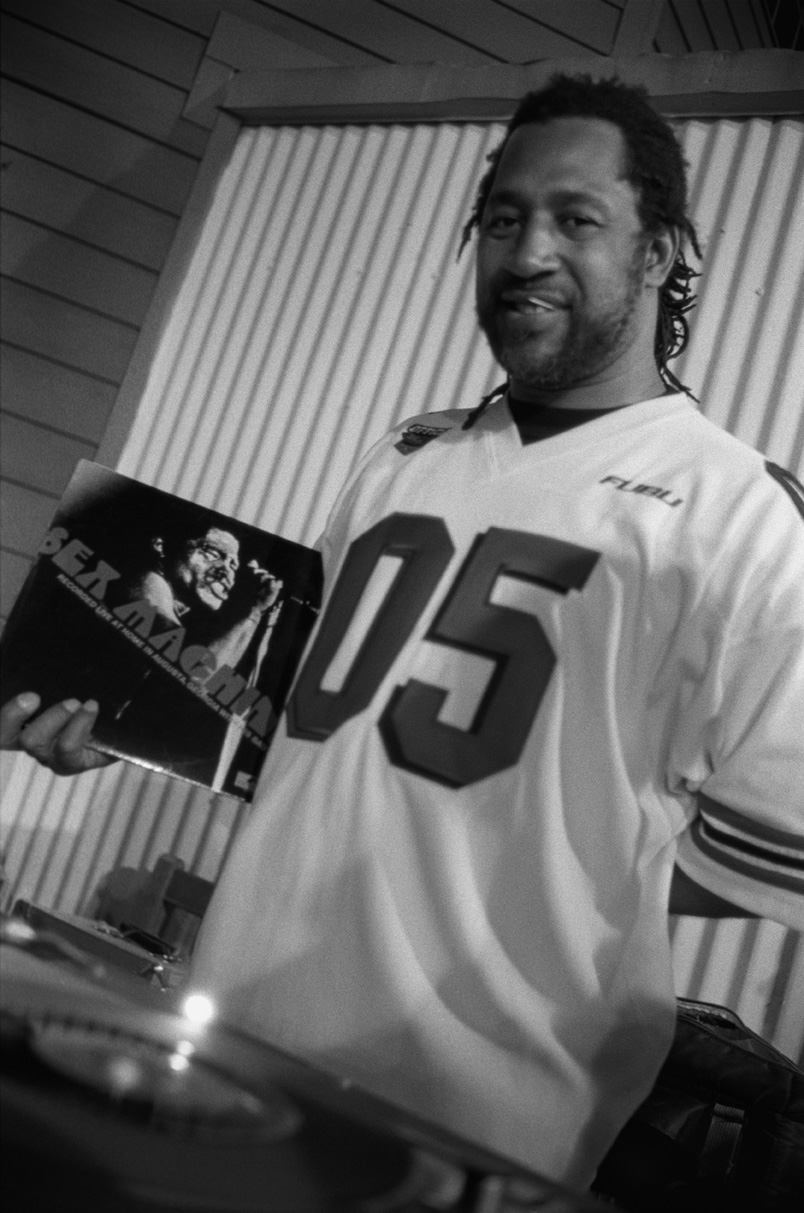
DJ Kool Herc одним из первых стал использовать «эм-си» в своих выступлениях в 1970-е годы

МС (англ. Master of Ceremony) или просто «эм-си» — аббревиату́ра на английском языке, чаще всего применяющаяся к хип-хоп-музыкантам, рэперам, диджеям, продюсерам, битмейкерам и битбоксерам.
Термин «эм-си» берёт своё начало в 1970-х годах, когда хип-хоп только зарождался в негритянских кварталах нью-йоркского Бронкса. В то время диск-жокеи на вечеринках зачастую повторяли фрагмент танцевальной композиции, а конферансье обращались к аудитории и выкрикивали отдельные фразы в микрофон. Отсюда и пошла аббревиатура «MC» (с англ. — «эм-си»), сокращённое от «Master of Ceremony» (с англ. — «конферансье»). Считается, что одним из первых музыкантов, ставших использовать «эм-си» для объявления названий композиций и заполнения промежутков между ними, был Kool Herc, работавший в Нью-Йорке. Вместе с ним выступали два «эм-си» Коук ла Рок и Кларк Кент, образовавшие музыкальный коллектив Kool Herc & the Herculoids.
Позже аббревиатура MC стала использоваться в более широком значении. «Эм-си» стремились выделиться на фоне конкурентов и вместо незамысловатых фраз, таких как «one, two, three, to the beat, y’all» стали писать всё более длинные и сложные тексты. Когда хип-хоп окончательно сформировался как жанр, под «эм-си» чаще всего стал подразумеваться исполнитель речитатива с ярко выраженными рифмами, иногда в ущерб смыслу, в то время как «ди-джей» отвечает за авторство и исполнение музыкального ритма.